# 委內瑞拉—越南關係
委越关系，是指歷史上的越南和委内瑞拉（包括現在越南社会主义共和国與委内瑞拉玻利瓦尔共和国）之間的雙邊關係。现今两国均为不结盟运动、77國集團成員國。

## 政治交流
委内瑞拉与现代越南最早的交集在1964年，当年委内瑞拉民族解放武裝力量为了营救北越共产主义者阮文追，綁架了一名美國空軍中校麥可·史摩倫（Michael Smolen），以人質威脅美國不得處死阮文追。但之後人質被救出，阮文追也被越南共和国政府判处死刑。但冷战时期的委内瑞拉政府长期奉行反共主义，與越南民主共和国及其继承者越南社会主义共和国等共产主义国家甚少有贸易往来，当时的委内瑞拉政府於1955年12月15日给予越南共和國外交承认，直至1975年南越覆亡為止。
1989年12月18日，委内瑞拉与越南建立正式外交关系。但两国关系直到立场反美的烏戈·查維斯就任委内瑞拉总统后才得到了长足的发展。查韦斯在任期间，重视发展与包括越南在内的亚洲国家之邦交。2006年，查韦斯首次访问越南，两国随即于同年互设大使馆。此后两国高层互访不断。2007年，越共中央总书记农德孟出访委内瑞拉，期间两国签署多项能源、科技和政治性质领域的合作协议，两国建立了委越「全面伙伴关系」，并造访委内瑞拉革命家西蒙·玻利瓦尔之故居。双边友好合作关系得到显著加强。2008年，越南国家主席阮明哲也访问了委内瑞拉，期间两国政府签署15项合作协议，并加大了在能源领域的合作。
2015年8月，委内瑞拉总统尼古拉斯·马杜罗出访越南，期间，委、越两国政府再度达成多项合作协议，以促进越南在委内瑞拉粮食生产计划。有分析认为，马杜罗正式访问越南，且与越南企业界会面，将会推进越委两国关系深入务实、走进新发展阶段，为两国企业合作经营、了解及进军各自市场创造机会。此外，两国关系亦因为不结盟运动的参与得到了进一步加强。

## 经贸交流

### 贸易
2020年，委内瑞拉与越南双边贸易额达到2493万美元，其中越南对委内瑞拉出口咖啡、服装、鞋类产品和橡胶等产品，出口额达2239万美元。委内瑞拉主要向越南出口水产品、钢铁废料，纺织服装、皮革和制鞋等原材料等产品，出口额达254万美元。

### 投资
委内瑞拉已与越南签署了双边投资保护协定并生效。为两国在对方国家的投资活动提供了法理依据。
2007年，越共中央总书记农德孟访问委内瑞拉期间，两国签署了在油气生产领域加强合作的协议，据此协议，越南企业将可以在委内瑞拉奥利诺科石油带胡宁第二区块油田参与石油资源的开发，越南将出口石油。2010年，越南国家石油集团同委内瑞拉国家石油公司签署了合资协议，决定成立PetroMacareo合资公司。其中，越南石油勘探和开采公司掌握其40%的股份。该合资协议准许PetroMacareo在奥利诺科石油带开采区面积247.8平方公里内开采25年。为越南在拉丁美洲最大的投资案之一。

## 人文交流
烏戈·查維斯就任委内瑞拉总统后，越南与委内瑞拉在文教领域的合作得到了进一步加强，在委内瑞拉的国家武装部队理工实验大学等一些高等院校，有学者开始研究越南历史、文化、语言、经济和政治。越南大使馆也时常在委内瑞拉开展文化旅游和风土人情推介研讨会、电影展、越南语课程培训等活动。

### 网页
- . 七十七国集团官网.   [2014-08-25]. （原始内容存档于2019-01-07） （英语）.
- . 德黑兰. 2012-08-31  [2012-08-24]. （原始内容存档于2014-02-08） （英语）.
- . 越南社会主义共和国政府入口网站.   [2010-07-01]. （原始内容存档于2022-12-03）.
- . 越南社会主义共和国政府入口网站.   [2015-09-01]. （原始内容存档于2022-12-03）.
- . 越南社会主义共和国政府入口网站.   [2016-09-19]. （原始内容存档于2022-12-03）.
- . 越南社会主义共和国政府入口网站.   [2008-11-20]. （原始内容存档于2022-12-03） （英语）.
- 中国商务部国际贸易经济合作研究院; 中国驻委内瑞拉大使馆经济商务处; 中国商务部对外投资和经济合作司.  (PDF). 中华人民共和国商务部: 31.   [2022-09-18]. （原始内容存档 (PDF)于2022-12-03）.

### 新闻与报纸报道
- . 越南通讯社.   [2021-11-08]. （原始内容存档于2022-12-03）.
- 管彦忠. . 人民日報.   [2007-06-02]. （原始内容存档于2022-12-03）.
- . 越南通讯社.   [2022-09-26]. （原始内容存档于2022-12-03）.
- . 越南通讯社.   [2022-05-20]. （原始内容存档于2022-12-03）.
- . 越南通讯社.   [2021-03-01]. （原始内容存档于2022-12-03）.

### 期刊与专著
- . Time (纽约: Time Warner). 1964  [2011-06-23]. （原始内容存档于2011-05-22） （英语）.
- . 越南共和國政府. 1962年: 第333-334頁  [2022-12-03]. （原始内容存档于2023-03-25） （越南语）.
- 越南共和國駐美國大使館. . Vietnam bulletin. 1974-11-01, Vol.9 (No.14)  [2022-09-14]. （原始内容存档于2022-09-22） （美国英语）.
- 赵重阳. . 《拉丁美洲研究》 (中国社会科学院拉丁美洲研究所). 2008-03-26, 29 (5): 47–51  [2022-12-03]. ISSN 1002-6649. doi:10.3969/j.issn.1002-6649.2007.05.008.
- Nguyen Ta Hien. . 2012-06-15  [2022-12-03]. （原始内容存档于2022-12-03） （俄语）.